# WIST-94
A WIST-94 é uma pistola semiautomática produzida na Polônia.

## Desenvolvimento
A WIST-94 foi projetada no Instituto Militar de Tecnologia de Armamento (WITU) sob o codinome Piryt (Pirita em polonês).
Dois protótipos foram fabricados em 1992, que diferem no sistema de travamento do cano: o Modelo A01 utilizava um sistema de travamento rotativo e o Modelo B01 utilizava um sistema de travamento de cano basculante convencional, do tipo Browning.
A B01 foi a única a concluir os testes, mas o desenvolvimento foi temporariamente interrompido devido ao corte de financiamento militar.
Financiado pela WITU e pela empresa Prexer, o projeto continuou e, em 1994, um novo protótipo foi desenvolvido.
Chamada WIST-94, ela é baseada no protótipo B01. A nova pistola foi escolhida pelo exército polonês como sua nova arma secundária padrão.

## Detalhes do projeto
A WIST-94 é uma pistola semiautomática com câmara para munição 9mm Parabellum.
O cano com estriamento poligonal é fixado ao ferrolho por três pinos de travamento usinados na parte superior do cano. A estrutura é feita de plástico polímero, enquanto o ferrolho é produzido em aço.
O mecanismo de gatilho é semelhante ao usado nas pistolas Glock: ação dupla, com percussor acionado apenas. Após o retrátil do ferrolho e após cada disparo, o percussor é mantido semi-armado, permitindo um acionamento mais leve do gatilho do que em uma ação dupla convencional.
A única trava de segurança utilizada é uma trava de segurança interna automática do percussor, que destrava o percussor apenas nos estágios finais do acionamento do gatilho.
A WIST-94 é alimentada por um carregador de 16 cartuchos. O retém do carregador é reversível para uso por atiradores canhotos. A alavanca de liberação do ferrolho está localizada no lado esquerdo da arma.
As miras são fixas e possuem inserções de trítio autoluminescentes para situações de pouca luz. A WIST-94L também é equipada com uma mira laser montada na parte superior do guarda-mato. O nome da arma de mão soa, em polonês, muito semelhante a Vis.

## Variantes
- WIST-94: versão básica
- WIST-94L: equipada com miras laser integrais

## Adoção
A pistola WIST-94 começou a ser usada pelo Exército Polonês em 1997, com 20.000 pistolas encomendadas e fabricadas; o custo unitário é atualmente confidencial.
Pelo menos 20.210 foram entregues ao Exército Polonês até 2010. Elas foram utilizadas em campo pelas tropas polonesas no Iraque e no Afeganistão.
No entanto, o serviço de campo em condições difíceis gerou opiniões críticas sobre a pistola, relacionadas principalmente a travamentos, mau funcionamento e desmontagem complicada.
Portanto, o Exército deixou de comprá-la e, a partir de 2010, as armas fabricadas foram modificadas com uma nova armação com trilho Picatinny.

## Operadores
- Polónia